# Gerbillus poecilops
Gerbillus poecilops är en däggdjursart som beskrevs av Yerbury och Thomas 1895. Gerbillus poecilops ingår i släktet Gerbillus och familjen råttdjur. IUCN kategoriserar arten globalt som livskraftig. Inga underarter finns listade i Catalogue of Life.
Denna gnagare förekommer på sydvästra Arabiska halvön vid Röda havet. Den lever i sandiga landskap som är fuktigare än habitatet för de flesta andra ökenråttor. Gerbillus poecilops håller sig ofta nära byar och andra platser med människor. Honor kan vara brunstiga under olika årstider men de flesta ungar föds under hösten och vintern.
Arten når en kroppslängd (huvud och bål) av 15 till 22,2 cm och en svanslängd av 7,2 till 11,5 cm. Bakfötterna är 2,1 till 2,7 cm långa och öronen är 0,8 till 1,2 cm stora. Viktuppgifter saknas. Det finns en tydlig gräns mellan den ljus rödbruna (liksom hos en rådjursunge) eller ljus gråbruna pälsen på ovansidan och den vita pälsen på undersidan. Gerbillus poecilops saknar en tofs vis svansspetsen och bakfötternas undersida är inte täckt med hår.
Denna ökenråtta besöker ibland byggnader. Den vilar annars i självgrävda bon och den letar på natten efter föda som utgörs av olika växtdelar.